# スペイン・バスク

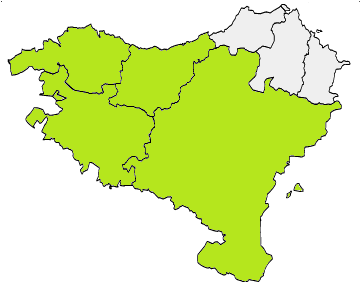
バスク地方におけるスペイン・バスク

スペイン・バスクや南バスクは、歴史的な領域としてのバスク地方におけるスペイン領土を指す際に使用される用語である。面積は17,625km2、2010年から2011年の調査に基づく人口は1,341,607人。

## 名称
バスク語ではエゴアルデ(Hegoalde)またはエゴ・エウスカル・エリア(Hego Euskal Herria)と呼ばれる。特にカスティーリャ語ではスペイン・バスクを指す際に様々な呼び方があり、エゴアルデ(Hegoalde)、パイス・バスコ・イ・ナバーラ(País Vasco y Navarra)、パイス・バスコ・ペニンスラール(País Vasco peninsular)など様々な呼び名がある。19世紀初頭までは、（県名ではなく民族的な意味合いでの）「ビスカヤ」、（政治的なアプローチを含めた）「ビスカヤとナバーラ」、「バスク諸県」などと呼ばれた。19世紀から20世紀末までは、「バスク諸県とナバーラ」、「ラウラク・バット」、「バスコニア」（学術用語）、「姉妹県」、「免除県」、「特権県」、「バスク＝ナバーラ国」、「バスク国」、「南部」などと呼ばれた。「スペイン・バスク国」という用語もスペイン・バスクと同領域を指すことがあるが、ナバーラ州を除外するかしないかが曖昧である。「南バスク国」はナバーラ州や、バスク州内にあるトレビニョなどの飛び地を含む。英語では南バスク国(Southern Basque Country)などと呼ばれる。

## 範囲
スペイン・バスクという行政区分は存在しない。スペイン・バスクに含まれるのは以下の3地域であるが、ふたつの飛び地はスペイン・バスクに含まれないこともある。
- バスク州 - アラバ県、ビスカヤ県、ギプスコア県の3県。
- ナバーラ州 – ナバーラ県の1県
- トレビニョ（カスティーリャ・イ・レオン州）とバリェ・デ・ビリャベルデ（カンタブリア州） - バスク州内にある他州の飛び地である。

## 歴史
スペイン・バスクの4領域はカスティーリャ王国に併合された後も政治面や財政面で強い自治権（フエロ）を有していたが、1830年代に起こった第一次カルリスタ戦争でフエロが縮小され、第三次カルリスタ戦争後の1876年にフエロが撤廃された。バスク地方はスペイン国家の中の一地域に位置付けられ、納税や兵役の義務が課せられた。1893年から1894年にはナバーラ県でガマサダと呼ばれる民衆蜂起が起こって政治的混乱状態にあった。1932年にバスク民族主義党が策定したエステーリャ憲章（バスク自治憲章案）など、バスク人によってスペイン内部におけるバスクの政治的地位の再確立が試みられた。1936年に勃発したスペイン内戦ではビスカヤ県とギプスコア県が共和国側、アラバ県とナバーラ県が反乱軍側に立ち、スペイン・バスクは政治的に分断された。
フランシスコ・フランコ死後の1970年代末にはバスク3県によるバスク州が設置され、ナバーラ県も加えたスペイン・バスク4領域の統合の可能性が再び模索されたが、ナバーラ住民連合はナバーラ県のバスク州への統合に強く反対し、単独でナバーラ州となった。スペイン1978年憲法にはナバーラをバスクに編入する可能性を示した文言があり、ナバーラ住民連合はこの文言の除去を求めた憲法改正を主張している。バスク人とナバーラ人の分離はスペイン政府の意図するところであり、バスク地方とスペイン国家の係争解決に向けた大きな障害となっている。